# Vale dwerghoningeter
De vale dwerghoningeter (Myzomela cineracea) is een zangvogel uit de familie Meliphagidae (honingeters).

## Verspreiding en leefgebied
Deze soort is endemisch op de Bismarckarchipel en telt twee ondersoorten:
- M. c. cineracea: Nieuw-Brittannië.
- M. c. rooki: Umboi.

## Status
De grootte van de populatie is niet gekwantificeerd maar de soort wordt omschreven als schaars tot vrij algemeen. Op de Rode lijst van de IUCN heeft deze soort de status niet bedreigd.